# Kaseintempera
Kasein-tempera er en type temperamaling, som menes at have været brugt i billedkunsten siden oldtidens hulemalerier. Den ses også anvendt på eksempelvis bygningsfacader, murværk og almuemøbler.
Kasein-tempera kan anvendes både udendørs og indendørs, og er kendt for sin stærke bindekraft og matte fremtoning, en smuk patinering og god vejrbestandighed. Mange ældre danske bygninger er malet med kasein-tempera og den beslægtede kalk-kaseintempera, som er en decideret murmaling.
Som det gælder for al temperamaling er kasein-tempera baseret på en emulsion af det olie- og vandbaserede, der ellers skyer hinanden. Olien indgår i malingen i en emulgeret form - dvs. skilt op i bittesmå dråber, der først forener sig igen når malingen tørrer. Den våde maling befinder sig i en vandfase, og er fortyndbar med vand, selvom den er olieholdig.
Kasein-tempera fremstiller man som oftest selv, når man skal bruge den. Den er baseret på bindemidlet kasein (kvark) som er et ostestof, der findes i pattedyrs mælk, samt olie og pigment. 

## Bestanddele

### Kasein
Bindemidlet i kasein-temperaen er kasein, som regnes for et af de stærkeste og mest modstandsdygtige af de naturlige limstoffer. Det er muligt selv at udskille det af mælkeprodukter, f.eks. skummetmælk, kærnemælk eller hytteost, men man kan også købe det i pulverform, eller som kvark. Da har det imidlertid begrænset holdbarhed. For en længere holdbarhed kan tilsættes konserveringsmiddel, eller man kan vælge et præfabrikeret flydende kasein-bindemiddel, som allerede indeholder konserveringsmiddel.
For at få kasein-tempera skal kaseinet, som er vandbestandigt i tør tilstand, omdannes til et klæbrigt limstof (bindemiddel). Det opløses ved tilsætning af alkalisk, dvs. basisk, stof; det kan eksempelvis være hjortetaksalt, salmiakspiritus, borax, potaske eller læsket kalk, samt varmt vand. 

### Kasein-tempera
For at fremstille kasein-tempera blandes bindemidlet med olie (f.eks. linolie eller standolie) og farvepigment (evt. rørt til en pasta) samt eventuelt vand til at regulere konsistensen. Man kan imidlertid også få kasein-tempera ved tilsætning af kasein-bindemiddel til kommercielt tilgængelig oliemaling.
Hvis malingen skal bruges udendørs kan man tilsætte zinkvitriol (til lyse farver) eller jernvitriol (til mørke farver) for at modvirke algedannelse.

## Egenskaber og anvendelse
Når den flydende kasein hærder, bliver det igen vandbestandigt. Den egenskab udnyttes både i kasein-limfarve (kasein-bindemiddel iblandet pigment), og i kasein-temperaen, som er mere slidstærk og har en smule eftergivenhed på grund af sit olieindhold.
Kasein-tempera kan anvendes på blandt andet træ, murværk, puds, spånplade, masonit, gips, sten, ophærdet beton, velunderstøttet lærred og kraftigt papir. På grund af sin relative hård- og sprødhed, fungerer det bedst på ikke- eller svagtbøjeligt materiale.
Når den bruges på kalkpuds forstærker kalkens basiske karakter kaseinens bindekraft, hvilket giver en særligt god vedhæftning og holdbarhed.
Den tørrede kasein-tempera har en mat overflade, med en høj lysværdi. Når vandindholdet fordamper efterlades en ujævn, porøs overflade, som reflekterer lyset i mange retninger. Farven kan således få en pastelagtig fremtoning, afhængig af den mængde pigment der er indeholdt. Det kan være praktisk at notere sig, at malingen fremstår lysere når den tørrer.
I sammenligning med æggetempera har kasein-tempera en større bindekraft. Det betyder blandt andet at malingen kan påføres i tykkere lag. Ved meget tykke lag, opstår et træk i malinglaget der giver fare for at malingen krakelerer.
Farvelaget bliver jævnere, mattere og rimelig hårført når det tørrer, og farvestrøgene reduceres, så penselstrøget bliver mindre tydeligt eller udviskes. 
Når man bruger tempera, er det nødvendigt at rense de redskaber man bruger umiddelbart efter brug, da de tørrer hurtigt og hårdt op. Det kan eksempelvis gøres med sæbevand eller terpentin.

### Grundering af bundmaterialet
Som det gælder for al maleri i oliefarver bør det ikke males på en blank overflade eller et fedt underlag. Bundmaterialet kan grunderes med en sugende eller halvsugende grundering blandet af lim, evt. olie, kridt eller andet pigment. Som limstof i grunderingen kan evt. bruges kasein-lim. Tidligere lektor ved Farveteknisk Laboratorium ved Det Kongelige Danske Kunstakademi, Fenge Hansen har i sin instruktionsbog Emulsionsmaleri, (1973) foreslået en grundering for temperamaleri bestående af 1 del kasein-lim eller kasein-emulsion til 2-3 vægtdele kridt. Kasein-tempera binder fint til matte akrylgrunderinger.
I tynde lag kan kasein-tempera bruges som grundering for både æggetempera og oliefarver.

## Opskrifter og fremgangsmåde

### Kasein-bindemiddel
Vil man selv udskille kasein af mælk, gøres det ved først at reducere flødeindholdet til hvad der svarer til skummetmælk. Der tilsættes eddikesyre til mælken, hvorved vallen til at skille fra efter kort tid. Når blandingen har stået lidt, kan vallen hældes væk, og man står tilbage med kasein, som eventuelt kan tørres til et hvidgult pulver, hvis ikke det skal bruges med det samme. Kaseinet kan nu opløses til flydende limstof ved hjælp af alkaliske stoffer og vand.
Holdbarheden af den selvfremstillede kasein-lim eller kasein-bindemiddel er begrænset, men kan forlænges ved at tilsætte konserveringsmidler. Fenge Hansen foreslår følgende opskrift på kaseinlim i kompendiet, Emulsionsmaleri (1973) om temperamaling i billedkunstsammenhæng:
”100 g kasein
200 g koldt vand
20 g hjortetaksalt opløst i 500 g varmt vand.
Opløsningsprocessen af kaseinet ved tilsætning af hjortetaksalt får blandingen til at bruse op. Man kan derfor have brug for en rigeligt stor beholder at blande i.”.

### Kasein-tempera
Kasein-tempera kan fremstilles på forskellige vis, til forskellige formål. Fenge Hansen anfører i samme kompendium følgende opskrift:
”1 portion kasein-lim (efter ovenstående opskrift)

400 g linolie eller standolie

Evt. nogle dråber karbol eller konserveringsmiddel

rives med pigmenter”.
Er kasein-bindemidlet selvfremstillet, sigtes det eventuelt inden tilsætning af linolie eller standolie. Blandingen omrøres godt, hvorefter den er klar til rivning med pigmentpasta eller færdige oliefarver.. Blandingen rives til den er jævn på en glasplade eller en engangspalet, ved hjælp af en paletkniv.
Af nemheds- og holdbarhedsmæssige grunde vil mange foretrække præfremstillet kasein-bindemiddel, som eksempelvis fås fra det tyske mærke Schmincke, der sælger det i halv- og helliter, med lang holdbarhed. Færdigkøbt kasein-bindemiddel er klar til rivning med kommercielt tilgængelige oliefarver.
Bliver tilsætningen af kasein for høj i forhold til farven, hvilket nemt sker, da kunstneroliefarver indeholder svingende mængde olie, kan man tilsætte få dråber malemiddel til blandingen. Rivningen fortsætter indtil blandingen igen bliver blød (med en konsistens som smør der har stået på bordet i fem minutter).
Til bemaling af bygninger og store flader kan fremstilles en mere vandig tempera-blanding. Arkitekt m.a.a. Søren Vadstrup har i Center for Bygningsbevarings introduktion, Anvisninger til Bygningsbevaring. Maling med Tempera-farver (2010), blandt andet angivet følgende opskrift på kasein-tempera med brug af kærnemælk:
”1 del linoliemaling røres op med 2 dele kærnemælk, og der tilføjes 25 g hjortetaksalt per liter kærnemælk. Mælken skal være uhomogeniseret og ca. 40 grader varm. Der tilføjes evt. lidt ekstra pigment til denne maling, hvis den ikke dækker. Man kan tilsætte 100 g zinkvitrinol per liter for at hindre algevækst på overfladen. Ved mørke farver, f.eks. rødt, sort og brunt, kan man benytte jernvitriol (jernsulfat).”

## Kasein-tempera i kunst og design
Blandt billedkunstnere der har anvendt kasein-tempera kan nævnes:
- Stanley William Hayter (UK)
- Antony Gormley (UK)
- Paul Burlin (US)
- John D. Graham (US)
- John McLauglin (US)
- Carrol Dunham (US)
- Konrad Lueg (DE)
- Anders Rindom (DK)

## Historie
Man regner med at anvendelsen af kasein som bindemiddel i maling eller som emulgator i kasein-tempera er lige så gammel som æggetemperaen, som har været anvendt siden oldtiden.

## Varianter

### Kasein-limfarve
Kasein-limfarve består i en vandig kasein-lim iblandet pigment. Den kan blandt andet bruges på udendørs træ og murværk, f.eks. kalkpuds, men den er meget sprød og uelastisk, og kan ikke følge f.eks. træets bevægelser uden at revne. (art de vos) Kasein-tempera har en større slidstyrke end kasein-limfarve.

### Kalkkasein-tempera
Kalkkaseintempera bruges især til bemaling af murværk og puds. Til kalkkasein-tempera blandes kærnemælk, alkalisk stof, linolie og kalkægte pigment i hvidtekalk. Det giver mulighed for en stærk farve i resultatet, og malingen fungerer samtidig som et limstof der kan holde på eksempelvis cementpuds, granit eller gipsdekorationer. (Kalkens basiske egenskaber forstærker bindekraften i kaseinet.) Især er det velegnet til dekorationer (hvor man ønsker stærke kulører) samt til steder hvor der er særligt slid.

### Vokskasein-tempera
Vokskasein-tempera er kasein-bindemiddel iblandet smeltet bivoks samt pigmentpasta. Den er meget hurtigtørrende, og giver en silkemat overflade, som kan poleres til høj glansværdi. Vokskasein-tempera kan anvendes på høvlet og uhøvlet træ, fortrinsvis indendørs, samt på murværk og puds ude og inde.